# Colin Dexter
Colin Norman Dexter (Stamford, 1930. szeptember 29. – Oxford, 2017. március 21.) angol krimiíró, Morse felügyelő (Inspector Morse) című sajátos hangulatú, intellektuális bűnügyi regénysorozatáról ismert, amelyet 1975 és 1999 között írt, és amelyet 1987 és 2000 között az Inspector Morse című ITV televíziós sorozatként adaptáltak. Mellékszereplőiről 2006 és 2015 között egy újabb folytatásos sorozat, a Lewis készült el, és 2012-től 2023-ig pedig egy igen sikeres előzménysorozat, az Endeavour került képernyőre, összesen 9 évad terjedelemben (szintén ITV).

## Korai évei és tanulmányai
Dexter a Lincolnshire-i Stamfordban született és a St John's Infants Schoolban és a Bluecoat Junior Schoolban tanult, ahonnan ösztöndíjat kapott a Stamford Schoolba, egy fiúgimnáziumba. Az iskola elvégzése után Dexter a Royal Corps of Signalsnál teljesített katonai szolgálatot, majd klasszika-filológiát hallgatott a Christ's College-ban, Cambridge-ben, ahol 1953-ban BA diplomázott, és 1958-ban mesterdiplomát is szerzett.
1954-ben Dexter a leicesteri Wyggeston Grammar School for Boys-ban kezdte meg tanári pályafutását, mint klasszika filológus segédtanár. 1957-ben a Loughborough Grammar Schoolban kapott állást, majd 1959-ben a northamptonshire-i Corby Grammar Schoolban vállalt vezető irodalmi tanári állást. 1966-ban a kezdődő hallásromlása miatt kénytelen volt visszavonulni a tanítástól, és az oxfordi University of Oxford Delegacy of Local Examinations (UODLE) vezető titkárhelyettesi posztját töltötte be, ami 1988-as nyugdíjba vonulásáig így is maradt. Dexter aztán már haláláig Oxfordban élt.

## A krimiíró könyvei
1972-ben egy családi nyaralás során kezdett el krimiket írni. Ez a regény, a Last Bus to Woodstock 1975-ben jelent meg és megalkotta benne Morse felügyelő különös karakterét: a kicsit mániákus, olykor zsémbes, néha enyhén autisztikus (aspergeres?) jegyeket mutató nyomozót, akinek a nehéz keresztrejtvények, az angol irodalom, a hordós csapolt sör és a Wagner-zene iránti vonzódása Dexter saját szenvedélyeit tükrözi. Dexter cselekményeiben hamis nyomok és más elterelő műveletek nehezítik a nyomozást, így azt szokták mondani a könyv- és televiziós sorozat kedvelői, hogy Morse-nak -- és olvasóinak is -- "mindig pokolian nehéz rejtvényeket kell megoldaniuk".
Az első könyvet összesen még 12 kötet követte, majd született tucatnyi Morse-novella is. A furcsa nevű főszereplője (Endeavour Morse) vezetékneve barátjáról, Sir Jeremy Morse nevéből származik, aki Dexterhez (és a regényekbeli Morse-hoz) hasonlóan a keresztrejtvények nagy és szenvedélyes barátja volt. A főszereplő keresztneve is szokatlan, s ritka: az "Endeavour" név középfrancia eredetű és "törekvést, igyekezetet" jelent, sokszor használja az angol inkább hajónevekhez, mint személyekre. Itt is erről van szó, mert a HMS Endeavour Cook kapitány híres hajója volt: mivel Morse anyja kvéker volt és a kvékereknél hagyománya van az ún. "erényneveknek", apja pedig egyenesen James Cook kapitány rajongója. További érdekesség, hogy Dexter később híres és keresett rejtvényfejtési segédkönyveket is írt.

## A televíziós feldolgozások
Az 1987 és 2000 között készült 33 részes és filmterjedelmű epizódokból álló ITV televíziós sorozat, az Inspector Morse sikere további ösztönzést adott Dexternek az íráshoz. A sorozatban, kicsit Alfred Hitchcock stílusában, Dexter szinte minden epizódban feltűnt.
A későbbi Endeavour című előzménysorozatban egy viszonylag fiatal Morse szerepel, a főszereplők Shaun Evans és az idősebb "mestere" Roger Allam. Ez a sorozat 2012-ben került először adásba az ITV csatornán, és a kilencedik szériával ér véget 2023-ban, ami a fiatal Morse pályafutását egészen 1972-ig követi. Dexter az Endeavour első néhány évében tanácsadóként működött közre és itt is időnként cameoszerepeket vállalt.

## Kitüntetései
Dexter több Crime Writers' Association-díjat is kapott, és 2005-ben pedig az írót az oxfordi St Cross College a tiszteletbeli tagjává választotta. 70. születésnapi kitüntetéseként Dextert az irodalomért tett szolgálataiért a Brit Birodalom Rendjének tisztjévé nevezték ki. 2001-ben megkapta Oxford városának díszpolgárságát is, 2011 szeptemberében pedig a University of Lincoln Dextert az irodalomtudományok tiszteletbeli doktorává avatta.

## Művei és hazai fordításaik
A Morse felügyelő-regények, magyar fordításaik
- Last Bus to Woodstock (1975) 
  - Az utolsó busz Woodstock felé, Perfact-Pro, Budapest, 2008 · Fordította: Katona Terézia (Morse felügyelő rejtélyes esetei, 1.)
  - Az utolsó woodstocki busz, GABO, Budapest, 2024 · Fordította: Pétersz Tamás (Morse felügyelő nyomoz, 1.)
- Last Seen Wearing (1976)
  - Utolsó ismert ruházata, Perfact-Pro, Budapest, 2009 · Fordította: Katona Terézia (Morse felügyelő rejtélyes esetei, 2.)
- The Silent World of Nicholas Quinn (1977)  
  - Nicholas Quinn néma világa, GABO, Budapest, 2024 · Fordította: Pétersz Tamás (Morse felügyelő nyomoz, 3.)

- The Silent World of Nicholas Quinn (1977)
- Service of All the Dead (1979)
- The Dead of Jericho (1981)
- The Riddle of the Third Mile (1983)
- The Secret of Annexe 3 (1986)
- The Wench is Dead (1989)
- The Jewel That Was Ours (1991)
- The Way Through the Woods (1992)
- The Daughters of Cain (1994)
- Death is Now My Neighbour (1996)
- The Remorseful Day (1999)

Regények, novellagyűjtemények
- The Inside Story (1993)
- Neighbourhood Watch (1993)
- Morse's Greatest Mystery (1993, As Good as Gold címen is megjelent)
  - "As Good as Gold" (Morse)
  - "Morse's Greatest Mystery" (Morse)
  - "Evans Tries an O-Level"
  - "Dead as a Dodo" (Morse)
  - "At the Lulu-Bar Motel"
  - "Neighbourhood Watch" (Morse)
  - "A Case of Mis-Identity" (a Sherlock Holmes pastiche)
  - "The Inside Story" (Morse)
  - "Monty's Revolver"
  - "The Carpet-Bagger"
  - "Last Call" (Morse)

## Fordítás
- Ez a szócikk részben vagy egészben a Collin Dexter című angol Wikipédia-szócikk ezen változatának fordításán alapul.  Az eredeti cikk szerkesztőit annak laptörténete sorolja fel. Ez a jelzés csupán a megfogalmazás eredetét és a szerzői jogokat jelzi, nem szolgál a cikkben szereplő információk forrásmegjelöléseként.